# Печатка Президента України

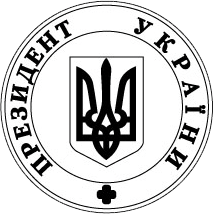
Гербова Печатка Президента України

Гербова печатка Президента України має круглу форму. У центрі — зображення малого Державного Герба України, над яким по колу написано «Президент України». Під зображенням малого Державного Герба України — стилізоване зображення відзнаки Президента України «Ордена князя Ярослава Мудрого». Гербова печатка Президента України використовується для засвідчення підпису Президента України на грамотах, посвідченнях до президентських відзнак і почесних звань України, а також на посланнях Президента України главам інших держав.
Печатка з написом «Уряд УНР в екзилі» (лат. exilium — у вигнанні) зберігалася у президента, що знаходився в еміграції — М. Плав'юка — і після проголошення незалежності була передана всенародно обраному Президенту України Леоніду Кравчуку.
Верхня частина президентської печатки прикрашена лазуритовою кулею, яка, завдяки текстурі мінералу, на вигляд нагадує знімок Землі з космосу. Тубус печатки позолочений, тому, за кольоровою гамою вона відповідає національному прапору України: блакитний верх і жовтий низ. Гербова печатка Президента України була виготовлена за ескізами дизайнерського бюро ТОВ «Фіал Плюс» 1999 року (художник-майстер Максим Столяр). Даний твір ювелірного мистецтва виготовлено зі срібла 925 проби із позолотою. Він важить майже 500 г. Над роботою у матеріалі працювали наступні провідні майстри ТОВ «Фіал Плюс»: Олег Антощенко-Оленєв, Андрій Ласкавий, Сергій Максимов, Максим Столяр, Михайло Чебурахін й інші.